# Шаве, Бенуа
Бенуа Шаве (фр. Benoît Chauvet; род. 5 февраля 1981, Ван) — французский лыжник, призёр этапа Кубка мира. Специалист дистанционных гонок.

## Карьера
В Кубке мира Шаве дебютировал 8 декабря 2001 года, в ноябре 2004 года единственный раз попал в тройку лучших на этапе Кубка мира, в эстафете. Кроме этого имеет на своём счету 2 попадания в десятку лучших на этапах Кубка мира, оба в командных гонках, в личных гонках не поднимался выше 13-го места. Лучшим достижением Шаве в общем итоговом зачёте Кубка мира является 122-е место в сезоне 2008/09.
За свою карьеру принимал участие в одном чемпионате мира, на чемпионате мира 2005 года в Оберстдорфе, был 45-м в спринте и 50-м в гонке на 15 км свободным стилем, кроме того стартовал в гонке на 50 км классическим стилем, но сошёл с дистанции.
Использует лыжи, ботинки и крепления производства фирмы Rossignol.